# Абрамовка (Московская область)
Абра́мовка — деревня в Орехово-Зуевском районе Московской области России. Входит в состав сельского поселения Ильинское (до середины 2000-х — Абрамовский сельский округ). Население — 472 чел. (2010).

## История
Абрамовка была образована в XVIII веке из деревень Чанниково и Андреево.
Деревня расположена в исторической местности Раменье (часть Гуслиц). В XIX веке эта деревня принадлежала государству и относилась к Беззубовской волости Богородского уезда Московской губернии. В XIX веке подавляющее большинство жителей деревни были старообрядцами.
В начале 1830-х годов крестьянин Антон Муравлёв начал строительство ткацкой фабрики в Абрамовке. Фабрика заработала в 1843 году. К 1856 году на фабрике работало 118 ткачей на 90 ткацких станках. Позднее фабрику выкупил предприниматель из посёлка Обухово и она стала называться «Ковры из Обухов». Вскоре после этого крестьянин Пётр Стулов открыл другую ткацкую фабрику. Поначалу на его фабрике было всего 11 станков и 12 ткачей. Затем в деревне появились ещё две ткацкие фабрики, которые основали богородицкие купцы Евстигней и Иван Морковкины. На одной из их фабрик было 87 ткачей и 70 ткацких станков, на другой — 99 ткачей и 85 станков. В конце XIX века в деревне было открыто несколько химчисток. Ни одна из этих фабрик не сохранилась.
Распространённым ремеслом в Абрамовке было копирование старообрядческих рукописей, книг и создание так называемых книг-картин. В 1860—1870-х годах а Абрамовке действовала подпольная старообрядческая типография, основанная крестьянином Евсеем Пискуновым. Также в деревне Абрамовке было развито переписывание церковных книг, заставки которых украшались самобытной росписью, получившей название «гуслицкой». Были также созданы особые приёмы обработки материалов, используемых для кустарных промыслов. Среди этих приёмов наиболее известными были не свойственная для других школ графическая штриховка и применение красного и синего цветов, затемнённых олифой, при обработке материалов. Гуслицкая волость в прошлом также славилась превосходным хмелем, который был основой гуслицкой экономики, и развитой текстильной промышленностью. В истории этой местности остались страницы и о криминальных «промыслах», самым известным из которых было изготовление фальшивых денег.

## Название
Название деревни произошло от одного из владельцев волости Гуслица — Абрама Лопухина.

## Достопримечательности

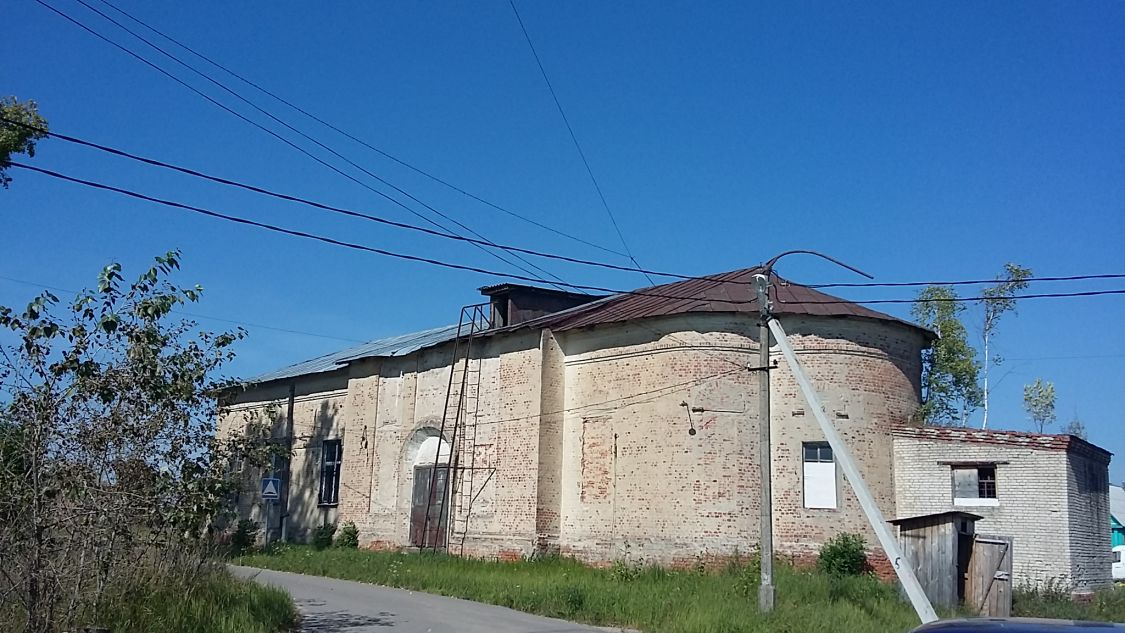
Церковь Николая Чудотворца в с. Абрамовка

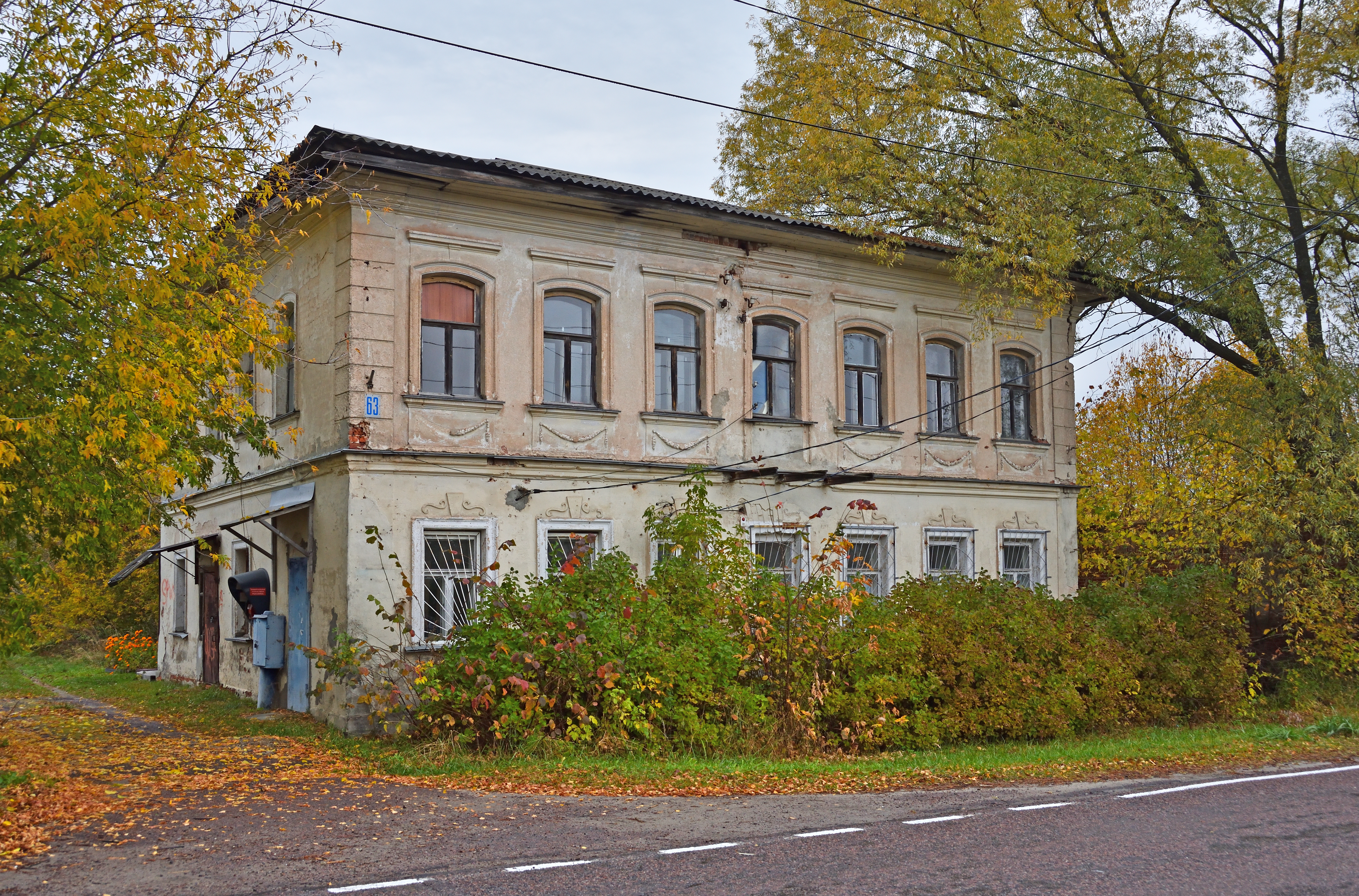
Дом Тихомировых: Абрамовка, 63

В 1916 году в Абрамовке на средства А. П. Муравлёва по проекту архитектора Н. П. Матвеева был выстроен каменный старообрядческий храм, который после революции использовался под клуб. В 2018 году церковное здание было передано верующим. В честь этого состоялся торжественный молебен с крестным ходом и водосвятием. В связи с годами нецелевого использования, храм требует капитальных ремонтных и реставрационных работ. Ранее из-за трудностей в передаче храма община использовала выделенное ей в середине 2000-х годов здание бывшей сельской библиотеки, оборудованное под молельный дом.
Другими достопримечательностями деревни являются усадьбы, жилые дома купцов и священников, построенные в XVIII—XIX веках, а также остатки многочисленных торговых рядов крупных ярмарок.

## Население
В 1743 году в состав Гуслицкой волости входила деревня Абрамовка и 46 деревень, где проживало около 6300 человек. С образованием уездов большинство селений Гуслицкой волости вошли в состав Богородского уезда. После 1861 года были образованы Ильинская, Беззубовская и Дороховская волости.
В 1852 году в деревне насчитывалось 122 двора и 905 жителей (437 мужчин и 468 женщин). К 1862 году население незначительно уменьшилось — 149 дворов и 874 жителей (435 мужчин и 439 женщин).
По данным 1997 года, население деревни Абрамовки составляло 583 человека. Согласно Всероссийской переписи, в 2002 году в деревне проживало 527 человек (232 мужчины и 295 женщин). По данным на 2005 год в деревне проживало 503 человека.
| 1926 | 2002 | 2006 | 2010 |
| ---- | ---- | ---- | ---- |
| 1272 | ↘527 | ↘503 | ↘472 |

## Расположение
Абрамовка и близлежащие деревни развивались, прежде всего, как торгово-купеческие центры. В начале XIX века вдоль деревни проходили две большие дороги — Касимовский тракт и Коломенская дорога. Вдоль этих дорог на центральных площадях больших деревень были устроены торговые ряды с товарами, привозимыми из Москвы, Бронниц, Коломны, Касимова, Егорьевска и Богородска. Для приезжающих и посетителей строились многочисленные трактиры, харчевни и гостиницы.
Деревня Абрамовка расположена примерно в 33 км к югу от центра города Орехово-Зуево и в 6 км северо-восточнее села Ильинский Погост. Деревню окружают леса. Южнее деревни протекает река Силенка.
В западной части территории поселения с юга на север проходит автомобильная дорога федерального значения «Московское большое кольцо». Через центральную часть территории поселения с юго-востока на северо-запад проходит автомобильная дорога федерального значения «Москва — Егорьевск — Тума — Касимов» и Большое кольцо Московской железной дороги.